# Green Island (Antigua)
Pour les articles homonymes, voir Green Island.
Green Island est une île d'Antigua-et-Barbuda.